# پل اژدها
پل اژدها (به انگلیسی: Bridge of Dragons) یک فیلم رمانتیک و اکشن آمریکایی محصول سال ۱۹۹۹ به کارگردانی آیزاک فلورنتین با بازی دولف_لاندگرن، کری هیرویوکی تاگاوا، ولری چو و گری هادسون است.